# Olympia Snowe
Olympia Jean Bouchles Snowe mais conhecida como Olympia Snowe (Augusta (Maine), 21 de fevereiro de 1947) é uma política norte-americana. Ela foi senadora dos Estados Unidos pelo estado de Maine entre 1995 a 2013. Ela é uma republicana moderada e líder dentro do partido. Snowe se tornou amplamente reconhecida por sua capacidade de influenciar o resultado dos votos secretos, bem como por também influenciar quando devem ser cessadas as obstruções às votações.
Em 2006, ela foi escolhida um dos dez principais senadores dos Estados Unidos pela revista Time.
Em 28 de fevereiro de 2012, ela declarou que não iria concorrer a reeleição em 2012. Seu mandato encerrou em 3 de janeiro de 2013.

## Biografia
Nascida em 21 de fevereiro de 1947, em Augusta, é filha de Georgia Goranites e George John Bouchles.

### Carreira política
Snowe foi em 1972 eleita para o congresso, sendo reeleita em 1974, 1976, 1978, 1980, 1982, 1984, 1986, 1988, 1990 e 1992; foi eleita para o senado em 1994.